# 10290 Кеттерінг
10290 Кеттерінг (10290 Kettering) — астероїд головного поясу, відкритий 17 вересня 1985 року.
Тіссеранів параметр щодо Юпітера — 3,504.